# The Gaslight Cafe
The Gaslight Cafe war ein Kaffeehaus im Viertel Greenwich Village in New York City, im Kellergeschoss des Hauses 116 MacDougal Street. Es wurde 1958 eröffnet und als Veranstaltungsort für Folk Music bekannt. Daneben traten dort auch Jazz-Musiker und Stand-up-Comedians auf. 1971 wurde es geschlossen.

## Geschichte
Das Gaslight Cafe war ursprünglich ein „Basket House“ („Korbhaus“), in dem Künstler nach ihrem Auftritt einen Korb zum Sammeln von Geld herumreichten. Das 1958 von John Mitchell eröffnete Café präsentierte zunächst die Beatnik-Poeten Allen Ginsberg und Gregory Corso, wurde aber später zunehmend zu einem Folk-Musik-Club. 1961 kaufte John Moyant den Club, in den späten 1960er Jahren führten ihn sein Schwiegervater Clarence Hood und sein Sohn Sam. Später gehörte er Ed Simon, dem Besitzer von The Four Winds, zuletzt führte ihn Betty Smyth, die Mutter von Patty Smyth, zusammen mit der Bluesgitarristin Susan Martin.
Der Folkmusiker und Schauspieler Gil Robbins arbeitete in den späten 1960er Jahren als Manager des Clubs.

## Namhafte Künstler
Der Club ging durch die Auftritte zahlreicher namhafter Künstler in die Geschichte der Populärkultur ein, darunter Eric Andersen, Joan Baez, Eric Clapton, Bob Dylan, Ramblin’ Jack Elliott, Mimi Fariña, José Feliciano, Richie Havens, Jimi Hendrix, Charles Mingus, Joni Mitchell, Phil Ochs, Tom Paxton, Buffy Sainte-Marie, Pete Seeger, Bruce Springsteen und Big Mama Thornton.
Bob Dylan nahm hier sein Album Live at The Gaslight 1962 auf.

## Nachleben
Die Rockband The Gaslight Anthem benannte sich nach dem legendären Café. Es ist außerdem ein Handlungsort in dem Film Inside Llewyn Davis (2013) und spielt die zentrale Rolle in der Fernsehserie The Marvelous Mrs. Maisel (seit 2017).